# Austrian Open Kitzbühel
Austrian Open Kitzbühel (også kendt som Generali Open Kitzbühel) og oprindeligt kendt som de Østrigske Internationale Mesterskaber fra (1894-1968) er en årlig tennisturnering, der afholdes i Kitzbühel, Østrig. Den er en del af ATP World Tour 250-serien. Turneringen har siden 1894 været afholdt på grusbaner.

## Tidligere finaler

### Singles
| År                      | Lokation     | Vinder                         | Finalist                      | Score                        |
| ----------------------- | ------------ | ------------------------------ | ----------------------------- | ---------------------------- |
| 1894                    | Prag         | Harold William Gandon          | H. Voss                       | 6–0, 6–1, 6–3                |
| 1895                    | Prag         | Conway William Blackwood Price | Harold William Gandon         | 6–1, 6–2, 6–4                |
| 1896                    | Prag         | Herbert Dering                 | Maurice F. Day                | 6–3, 6–0 ret.                |
| 1897                    | Prag         | Herbert Dering (2)             | Harold William Gandon         | 6–3, 6–1 ret.                |
| 1898                    | Prag         | Jorge André                    | Rolf Kinzl                    | 6–1, 0–6, 6–3, 6–3           |
| 1899                    | Prag         | Herbert Dering (3)             | Alfred Ringhoffer             | 1–6, 6–0, 7–5                |
| 1900                    | Prag         | Major Ritchie                  | Herbert Dering                | w.o.                         |
| 1901                    | Prag         | Major Ritchie (2)              | Kurt von Wessely              | 6–1, 6–2, 6–1                |
| 1902                    | Prag         | Major Ritchie (3)              | Frederick W. Payn             | 6–3, 6–2, 6–4                |
| 1903                    | Prag         | Major Ritchie (4)              | Kurt von Wessely              | 6–0, 6–0, 6–2                |
| 1904                    | Prag         | Herbert Roper Barrett          | Major Ritchie                 | 1–6, 6–2, 3–0 ret.           |
| 1905                    | Prag         | Major Ritchie (5)              | Kurt von Wessely              | 6–3, 8–6, 6–4                |
| 1906                    | Prag         | Anthony Wilding                | Major Ritchie                 | 7–5, 2–6, 7–5, 6–3           |
| 1907                    | Prag         | Anthony Wilding (2)            | Oscar Kreuzer                 | 6–1, 6–1, 6–1                |
| 1908                    | Ikke afholdt | Ikke afholdt                   | Ikke afholdt                  | Ikke afholdt                 |
| 1909                    | Prag         | Kurt von Wessely               | Felix Pipes                   | 8–6, 6–1, 7–5                |
| 1910                    | Prag         | Heinrich Kleinschroth          | Jaroslav Just                 | 6–2, 6–1, 6–1                |
| 1911                    | Prag         | Heinrich Kleinschroth (2)      | Oscar Kreuzer                 | 5–7, 3–6, 6–1 ret.           |
| 1912                    | Prag         | Otto Froitzheim                | Oscar Kreuzer                 | 6–1, 6–1 ret.                |
| 1913                    | Prag         | Oscar Kreuzer (2)              | Felix Pipes                   | 8–6, 6–1, 7–5                |
| 1914                    | Prag         | Oscar Kreuzer (3)              | Heinrich Kleinschroth         | 6–2, 7–5, 6–4                |
| 1915–1919               | Ikke afholdt | Ikke afholdt                   | Ikke afholdt                  | Ikke afholdt                 |
| 1920                    | Wien         | Ludwig von Salm-Hoogstraeten   | Rolf Kinzl                    | 6–4, 6–4, 6–1                |
| 1921                    | Wien         | Robert Kleinschroth            | Heinrich Kleinschroth         | 7–5, 8–6                     |
| 1922                    | Wien         | Béla von Kehrling              | Paul Brick                    | 6–1, 6–2, 6–2                |
| 1923                    | Wien         | Oscar Kreuzer (4)              | Friedrich Röhrer              | 6–4, 6–1, 6–3                |
| 1924                    | Wien         | Umberto de Morpurgo            | Béla von Kehrling             | 4–6, 6–3, 6–1, 6–4           |
| 1925                    | Wien         | Jan Koželuh                    | Pavel Macenauer               | w.o.                         |
| 1926                    | Wien         | Jan Koželuh (2)                | Willy Winterstein             | 6–2, 6–1, 6–3                |
| 1927                    | Wien         | Roger George                   | Antoine Gentien               | 6–4, 6–3, 2–6, 1–6, 6–0      |
| 1928                    | Wien         | Henri Cochet                   | Franz-Wilhelm Matejka         | 6–4, 6–2, 4–6, 6–4           |
| 1929                    | Wien         | Henri Cochet (2)               | Franz-Wilhelm Matejka         | 6–3, 7–5, 6–3                |
| 1930                    | Wien         | Bill Tilden                    | Franz-Wilhelm Matejka         | 6–2, 8–6, 6–4                |
| 1931                    | Wien         | Henri Cochet (3)               | Roderich Menzel               | 4–6, 6–1, 6–1, 6–4           |
| 1932                    | Wien         | Emmanuel du Plaix              | Roderich Menzel               | w.o.                         |
| 1933                    | Wien         | Daniel Prenn                   | Herbert Kinzl                 | 6–1, 5–7, 6–3, 6–1           |
| 1934                    | Wien         | Franz-Wilhelm Matejka          | Georg Felix von Metaxa        | 6–3, 4–6, 5–7, 6–3, 6–4      |
| 1935                    | Wien         | Giovanni Palmieri              | Giorgio de Stefani            | 6–4, 4–6, 6–1, 7–5           |
| 1936                    | Wien         | Adam Baworowski                | Georg Felix von Metaxa        | 3–6, 6–1, 1–6, 6–3, 6–1      |
| 1937                    | Wien         | Ottó Szigeti                   | Hans Redl                     | 8–6, 5–7, 6–0, 6–2           |
| 1938–1948               | Ikke afholdt | Ikke afholdt                   | Ikke afholdt                  | Ikke afholdt                 |
| 1949                    | Wien         | Dragutin Mitić                 | Josip Palada                  | 8–6, 7–5, 7–5                |
| 1950                    | Wien         | Fred Kovaleski                 | Irvin Dorfman                 | 2–6, 5–7, 6–1, 6–4, 6–3      |
| 1951                    | Wien         | Fred Huber                     | Enzo Pautassi                 | 6–3, 6–3, 6–4                |
| 1952                    | Salzburg     | Jaroslav Drobný                | Eric Sturgess                 | 6–2, 4–6, 2–6, 6–4, 6–0      |
| 1953                    | Ikke afholdt | Ikke afholdt                   | Ikke afholdt                  | Ikke afholdt                 |
| 1954                    | Wien         | Kurt Nielsen                   | Malcolm Fox                   | 6–3, 7–5, 6–1                |
| 1955                    | Wien         | Władysław Skonecki             | Luis Ayala                    | 6–3, 6–2, 4–6, 6–2           |
| 1956                    | Wien         | Fred Huber (2)                 | Lew Hoad                      | 6–2, 6–4, 8–6                |
| 1957                    | Wien         | Lew Hoad                       | Jaroslav Drobný               | 6–3, 6–3, 6–3                |
| 1958                    | Pörtschach   | Jaroslav Drobný                | Ramanathan Krishnan           | 6–3, 3–6, 6–3, 6–4           |
| 1959                    | Kitzbühel    | Budge Patty                    | Ladislav Legenstein           | 8–6, 6–1, 6–2                |
| 1960                    | Pörtschach   | Billy Knight                   | Budge Patty                   | 6–2, 6–3, 3–6, 6–3           |
| 1961                    | Kitzbühel    | Roy Emerson                    | Rod Laver                     | 6–3, 6–3, 3–6, 0–6, 6–2      |
| 1962                    | Graz         | Ingo Buding                    | Alan Lane                     | 6–1, 6–2                     |
| 1963                    | Pörtschach   | Fred Stolle                    | Bob Hewitt                    | 6–2, 7–5, 6–1                |
| 1964                    | Wien         | Boro Jovanović                 | Giuseppe Merlo                | 4–6, 6–3, 6–3, 6–0           |
| 1965                    | Kitzbühel    | Wilhelm Bungert                | Bob Hewitt                    | 5–7, 5–7, 6–4, 6–3, 6–3      |
| 1966                    | Pörtschach   | Ion Țiriac                     | István Gulyás                 | 6–4, 10–8, 9–7               |
| 1967                    | Kitzbühel    | Martin Mulligan                | Wilhelm Bungert               | 6–2, 6–2, 2–6, 6–4           |
| 1968                    | Pörtschach   | Martin Mulligan (2)            | Wilhelm Bungert               | 6–2, 6–2, 6–3                |
| 1969                    | Kitzbühel    | Manuel Santana                 | Manuel Orantes                | 6–4, 6–2, 6–3                |
| ↓ Open Era ↓            |              |                                |                               |                              |
| 1970                    | Kitzbühel    | Željko Franulović              | John Alexander                | 6–4, 9–7, 6–4                |
| 1971                    | Kitzbühel    | Ingen vinder                   | Clark Graebner Manuel Orantes | 6–1, 7–5, 6–7, 6–7, 4–4      |
| ↓ Grand Prix circuit ↓  |              |                                |                               |                              |
| 1972                    | Kitzbühel    | Colin Dibley                   | Dick Crealy                   | 6–1, 6–3, 6–4                |
| 1973                    | Kitzbühel    | Ingen vinder                   | Raúl Ramírez Manuel Orantes   | [ nb 2 ]                     |
| 1974                    | Kitzbühel    | Balázs Taróczy                 | Onny Parun                    | 6–1, 6–4, 6–4                |
| 1975                    | Kitzbühel    | Adriano Panatta                | Jan Kodeš                     | 2–6, 6–2, 7–5, 6–4           |
| 1976                    | Kitzbühel    | Manuel Orantes                 | Jan Kodeš                     | 7–6, 6–2, 7–6                |
| 1977                    | Kitzbühel    | Guillermo Vilas                | Jan Kodeš                     | 5–7, 6–2, 4–6, 6–3, 6–2      |
| 1978                    | Kitzbühel    | Chris Lewis                    | Vladimír Zedník               | 6–1, 6–4, 6–0                |
| 1979                    | Kitzbühel    | Vitas Gerulaitis               | Pavel Složil                  | 6–2, 6–2, 6–4                |
| 1980                    | Kitzbühel    | Guillermo Vilas (2)            | Ivan Lendl                    | 6–3, 6–2, 6–2                |
| 1981                    | Kitzbühel    | John Fitzgerald                | Guillermo Vilas               | 3–6, 6–3, 7–5                |
| 1982                    | Kitzbühel    | Guillermo Vilas (3)            | Marcos Hocevar                | 7–6, 6–1                     |
| 1983                    | Kitzbühel    | Guillermo Vilas (4)            | Henri Leconte                 | 7–6, 4–6, 6–4                |
| 1984                    | Kitzbühel    | José Higueras                  | Víctor Pecci                  | 7–5, 3–6, 6–1                |
| 1985                    | Kitzbühel    | Pavel Složil                   | Michael Westphal              | 7–5, 6–2                     |
| 1986                    | Kitzbühel    | Miloslav Mečíř                 | Andrés Gómez                  | 6–4, 4–6, 6–1, 2–6, 6–3      |
| 1987                    | Kitzbühel    | Emilio Sánchez                 | Miloslav Mečíř                | 6–4, 6–1, 4–6, 6–1           |
| 1988                    | Kitzbühel    | Kent Carlsson                  | Emilio Sánchez                | 6–1, 6–1, 4–6, 4–6, 6–3      |
| 1989                    | Kitzbühel    | Emilio Sánchez (2)             | Martín Jaite                  | 7–6, 6–1, 2–6, 6–2           |
| ↓ ATP Tour 250 ↓        |              |                                |                               |                              |
| 1990                    | Kitzbühel    | Horacio de la Peña             | Karel Nováček                 | 6–4, 7–6, 2–6, 6–2           |
| 1991                    | Kitzbühel    | Karel Nováček                  | Magnus Gustafsson             | 7–6(7–2), 7–6(7–4), 6–2      |
| 1992                    | Kitzbühel    | Pete Sampras                   | Alberto Mancini               | 6–3, 7–5, 6–3                |
| 1993                    | Kitzbühel    | Thomas Muster                  | Javier Sánchez                | 6–3, 7–5, 6–4                |
| 1994                    | Kitzbühel    | Goran Ivanišević               | Fabrice Santoro               | 6–2, 4–6, 4–6, 6–3, 6–2      |
| 1995                    | Kitzbühel    | Albert Costa                   | Thomas Muster                 | 4–6, 6–4, 7–6(7–3), 2–6, 6–4 |
| 1996                    | Kitzbühel    | Alberto Berasategui            | Àlex Corretja                 | 6–2, 6–4, 6–4                |
| 1997                    | Kitzbühel    | Filip Dewulf                   | Julián Alonso                 | 7–6(7–2), 6–4, 6–1           |
| 1998                    | Kitzbühel    | Albert Costa (2)               | Andrea Gaudenzi               | 6–2, 1–6, 6–2, 3–6, 6–1      |
| ↓ ATP Tour 500 ↓        |              |                                |                               |                              |
| 1999                    | Kitzbühel    | Albert Costa (3)               | Fernando Vicente              | 7–5, 6–2, 6–7(5–7), 7–6(7–4) |
| 2000                    | Kitzbühel    | Àlex Corretja                  | Emilio Benfele Álvarez        | 6–3, 6–1, 3–0, ret.          |
| 2001                    | Kitzbühel    | Nicolás Lapentti               | Albert Costa                  | 1–6, 6–4, 7–5, 7–5           |
| 2002                    | Kitzbühel    | Àlex Corretja (2)              | Juan Carlos Ferrero           | 6–4, 6–1, 6–3                |
| 2003                    | Kitzbühel    | Guillermo Coria                | Nicolás Massú                 | 6–1, 6–4, 6–2                |
| 2004                    | Kitzbühel    | Nicolás Massú                  | Gastón Gaudio                 | 7–6(7–3), 6–4                |
| 2005                    | Kitzbühel    | Gastón Gaudio                  | Fernando Verdasco             | 2–6, 6–2, 6–4, 6–4           |
| 2006                    | Kitzbühel    | Agustín Calleri                | Juan Ignacio Chela            | 7–6(11–9), 6–2, 6–3          |
| 2007                    | Kitzbühel    | Juan Mónaco                    | Potito Starace                | 5–7, 6–3, 6–4                |
| 2008                    | Kitzbühel    | Juan Martín del Potro          | Jürgen Melzer                 | 6–2, 6–1                     |
| ↓ ATP Tour 250 ↓        |              |                                |                               |                              |
| 2009                    | Kitzbühel    | Guillermo García López         | Julien Benneteau              | 3–6, 7–6(7–1), 6–3           |
| ↓ ATP Challenger Tour ↓ |              |                                |                               |                              |
| 2010                    | Kitzbühel    | Andreas Seppi                  | Victor Crivoi                 | 6–2, 6–1                     |
| ↓ ATP Tour 250 ↓        |              |                                |                               |                              |
| 2011                    | Kitzbühel    | Robin Haase                    | Albert Montañés               | 6–4, 4–6, 6–1                |
| 2012                    | Kitzbühel    | Robin Haase (2)                | Philipp Kohlschreiber         | 6–7(2–7), 6–3, 6–2           |
| 2013                    | Kitzbühel    | Marcel Granollers              | Juan Mónaco                   | 0–6, 7–6(7–3), 6–4           |
| 2014                    | Kitzbühel    | David Goffin                   | Dominic Thiem                 | 4–6, 6–1, 6–3                |
| 2015                    | Kitzbühel    | Philipp Kohlschreiber          | Paul-Henri Mathieu            | 2–6, 6–2, 6–2                |
| 2016                    | Kitzbühel    | Paolo Lorenzi                  | Nikoloz Basilashvili          | 6–3, 6–4                     |
| 2017                    | Kitzbühel    | Philipp Kohlschreiber (2)      | João Sousa                    | 6–3, 6–4                     |
| 2018                    | Kitzbühel    | Martin Kližan                  | Denis Istomin                 | 6–2, 6–2                     |
| 2019                    | Kitzbühel    | Dominic Thiem                  | Albert Ramos Viñolas          | 7–6(7–0), 6–1                |
| 2020                    | Kitzbühel    | Miomir Kecmanović              | Yannick Hanfmann              | 6–4, 6–4                     |
| 2021                    | Kitzbühel    | Casper Ruud                    | Pedro Martínez                | 6–1, 4–6, 6–3                |
| 2022                    | Kitzbühel    | Roberto Bautista Agut          | Filip Misolic                 | 6–2, 6–2                     |
| 2023                    | Kitzbühel    | Sebastián Báez                 | Dominic Thiem                 | 6–3, 6–1                     |
| 2024                    | Kitzbühel    | Matteo Berrettini              | Hugo Gaston                   | 7–5, 6–3                     |
| 2025                    | Kitzbühel    | Alexander Bublik               | Arthur Cazaux                 | 6–4, 6–3                     |

### Doubles
| År   | Vinder                                | Finalist                                  | Score                   |
| ---- | ------------------------------------- | ----------------------------------------- | ----------------------- |
| 1995 | Francisco Montana Greg Van Emburgh    | Jordi Arrese Wayne Arthurs                | 6–7, 6–3, 7–6           |
| 1996 | Libor Pimek Byron Talbot              | David Adams Menno Oosting                 | 7–6(7–5), 6–3           |
| 1997 | Wayne Arthurs Richard Fromberg        | Thomas Buchmayer Thomas Strengberger      | 6–4, 6–3                |
| 1998 | Tom Kempers Daniel Orsanic            | Joshua Eagle Andrew Kratzmann             | 6–3, 6–4                |
| 1999 | Chris Haggard Peter Nyborg            | Álex Calatrava Dušan Vemić                | 6–3, 6–7(4–7), 7–6(7–4) |
| 2000 | Pablo Albano Cyril Suk                | Joshua Eagle Andrew Florent               | 6–3, 3–6, 6–3           |
| 2001 | Àlex Corretja Luis Lobo               | Simon Aspelin Andrew Kratzmann            | 6–1, 6–4                |
| 2002 | Robbie Koenig Thomas Shimada          | Lucas Arnold Ker Àlex Corretja            | 7–6(7–3), 6–4           |
| 2003 | Martin Damm Cyril Suk (2)             | Jürgen Melzer Alexander Peya              | 6–4, 6–4                |
| 2004 | Leoš Friedl František Čermák          | Lucas Arnold Ker Martín García            | 6–3, 7–5                |
| 2005 | Andrei Pavel Leoš Friedl (2)          | Christophe Rochus Olivier Rochus          | 6–2, 6–7(5–7), 6–0      |
| 2006 | Philipp Kohlschreiber Stefan Koubek   | Oliver Marach Cyril Suk                   | 6–2, 6–3                |
| 2007 | Potito Starace Luis Horna             | Tomas Behrend Christopher Kas             | 7–6(7–4), 7–6(7–5)      |
| 2008 | James Cerretani Victor Hănescu        | Lucas Arnold Ker Olivier Rochus           | 6–3, 7–5                |
| 2009 | André Sá Marcelo Melo                 | Andrei Pavel Horia Tecău                  | 6–7(7–9), 6–2, [10–7]   |
| 2010 | Dustin Brown Rogier Wassen            | Hans Podlipnik Castillo Max Raditschnigg  | 3–6, 7–5, [10–7]        |
| 2011 | Daniele Bracciali Santiago González   | Franco Ferreiro André Sá                  | 7–6(7–1), 4–6, [11–9]   |
| 2012 | František Čermák (2) Julian Knowle    | Dustin Brown Paul Hanley                  | 7–6(7–4), 3–6, [12–10]  |
| 2013 | Martin Emmrich Christopher Kas        | František Čermák Lukáš Dlouhý             | 6–4, 6–3                |
| 2014 | Henri Kontinen Jarkko Nieminen        | Daniele Bracciali Andrey Golubev          | 6–1, 6–4                |
| 2015 | Nicolás Almagro Carlos Berlocq        | Robin Haase Henri Kontinen                | 5–7, 6–3, [11–9]        |
| 2016 | Wesley Koolhof Matwé Middelkoop       | Dennis Novak Dominic Thiem                | 2–6, 6–3, [11–9]        |
| 2017 | Pablo Cuevas Guillermo Durán          | Hans Podlipnik Castillo Andrei Vasilevski | 6–4, 4–6, [12–10]       |
| 2018 | Roman Jebavý Andrés Molteni           | Daniele Bracciali Federico Delbonis       | 6–2, 6–4                |
| 2019 | Philipp Oswald Filip Polášek          | Sander Gillé Joran Vliegen                | 6–4, 6–4                |
| 2020 | Austin Krajicek Franko Škugor         | Marcel Granollers Horacio Zeballos        | 7–6(7–5), 7–5           |
| 2021 | Alexander Erler Lucas Miedler         | Roman Jebavý Matwé Middelkoop             | 7–5, 7–6(7–5)           |
| 2022 | Pedro Martínez Lorenzo Sonego         | Tim Pütz Michael Venus                    | 5–7, 6–4, [10–8]        |
| 2023 | Alexander Erler (2) Lucas Miedler (2) | Gonzalo Escobar Aleksandr Nedovyesov      | 6–4, 6–4                |
| 2024 | Alexander Erler (3) Andreas Mies      | Constantin Frantzen Hendrik Jebens        | 6–3, 3–6, [10–6]        |
| 2025 | Petr Nouza Patrik Rikl                | Neil Oberleitner Joel Schwärzler          | 1–6, 7–6(7–3), [10–5]   |